# Xã Riley, Quận McHenry, Illinois
Xã Riley (tiếng Anh: Riley Township) là một xã thuộc quận McHenry, tiểu bang Illinois, Hoa Kỳ. Năm 2010, dân số của xã này là 2.922 người.